# 信和
信和株式会社（しんわ、Shinwa Co., Ltd. ）は、建設仮設資材、物流機器の製造・販売を主な事業とする企業である。
建設仮設資材ではくさび緊結式足場「シンワキャッチャー」、次世代足場「SPS（サイレントパワーシステム）」が主力品目。また単管足場、枠組足場向けの各種部材も取り扱っている。
物流機器では建築現場用のパレットのほか、自動車をはじめとした各種製造業向け専用パレットや、流通倉庫向けラックなどの受注生産品を取り扱っている。

## 沿革
- 1977年 - 建築資材の製造販売を目的として、岐阜県羽島市に信和商店を設立。
- 1979年 - 法人に改組、信和株式会社（初代）を設立。
- 1988年 - くさび緊結式足場（キャッチャー）事業部発足。
- 1990年 - 埼玉県幸手市に関東支店を設置。岐阜県海津郡平田町に工場を設置（現･本社所在地）。
- 1991年 - 福岡県糟屋郡宇美町に九州支店を設置。
- 1997年 - 岐阜県海津郡平田町に工場を設置（土倉工場）。
- 2002年 - 九州支店を信和サービス株式会社として分離。
- 2003年 - 土倉工場内にパレット専用工場を新設、物流機器事業に乗り出す。ファンドによるM&A実施[1]。
- 2004年 - 本社を岐阜県海津市に移転。前年のM&Aで全株式を取得したエスビーアイ・パートナーズ株式会社が、信和株式会社（初代）を吸収合併し、信和株式会社（2代）へ商号変更。
- 2006年 - 関東支店を東京都台東区に移転。ファンドと経営陣によるマネジメント・バイアウト実施[2]。全株式を取得したコスメティクス・グローバル・ホールディングス・ジャパン株式会社が、信和株式会社（2代）を吸収合併し、信和株式会社（3代）へ商号変更。
- 2007年 - 関東支店を東京支店に名称変更。大阪府吹田市に大阪営業所を開設。福岡県糟屋郡宇美町の信和サービス株式会社を完全子会社化。
- 2008年 - 大阪営業所を大阪支店に改組。
- 2011年 - 東京支店を関東支店に名称変更のうえ埼玉県北葛飾郡杉戸町に移転。
- 2013年 - 関東支店を改組、東京都千代田区に東京支店を設置。
- 2014年 - インテグラル・パートナーズ傘下のリバーホールディングス株式会社が全株式を取得。
- 2015年 - リバーホールディングス株式会社が、信和株式会社（3代）を吸収合併し、信和株式会社（4代）へ商号変更。
- 2017年 - フィリピンに現地事務所を開設、ベトナムの協力工場でくさび緊結式足場の製造を開始。
- 2018年 - 東京証券取引所第二部に上場。名古屋証券取引所第二部に上場。
- 2019年 - 東京証券取引所第一部に、名古屋証券取引所第一部にそれぞれ市場変更[3]。信和サービス株式会社を吸収合併。中国広東省に合弁会社である広東日信創冨建築新材料有限公司を設立。

## 支店等
- 東京支店 - 東京都千代田区
- 大阪支店 - 大阪府吹田市
- 名古屋オフィス - 愛知県名古屋市
- 幸手事務所 - 埼玉県幸手市
- 福岡支店 - 福岡県糟屋郡宇美町
- 長崎支店 - 長崎県諫早市
- 土倉工場 - 岐阜県海津市
- 土倉機材センター - 岐阜県海津市
- 杉戸機材センター - 埼玉県北葛飾郡杉戸町
- 横浜機材センター - 神奈川県横浜市
- 関西機材センター - 大阪府池田市
- 熊本機材センター - 熊本県熊本市
- ベトナム協力工場 - ベトナム・ホーチミン
- 広東日信創富建築新材料有限公司 - 中国・広東省佛山市